# Flotows Schweifchenastmoos
Flotows Schweifchenastmoos (Sciuro-hypnum flotowianum) ist eine Laubmoos-Art aus der Familie Brachytheciaceae. Sie ist nach Julius von Flotow (1788–1856), einem deutschen Offizier und Botaniker, benannt.

## Weitere deutsche Namen und Synonyme
Weitere deutsche Namen sind: Flotows Neuhaarblattmoos, Flotows Pinselmoos, Reichenbachs Haarblattmoos, Reichenbachs Schönschnabelmoos.
Synonyme: Cirriphyllum flotowianum (Sendtn.) Ochyra, Cirriphyllum reichenbachianum (Huebener) Wijk & Margad., Cirriphyllum velutinoides (Schimp.) Loeske & M.Fleisch., Eurhynchium flotowianum (Sendtn.) Kartt., Eurhynchium velutinoides Schimp.

## Merkmale
Die Pflanzen sind mäßig kräftig und bilden hell- bis dunkelgrüne oder bräunliche, flache Rasen. Die Stämmchen sind niederliegend bis aufsteigend und unregelmäßig bis fast fiedrig verzweigt, die spitzen Äste sind meist aufsteigend. Die aufrechten bis abstehenden Stämmchenblätter sind 1,6 bis 2,1 Millimeter lang, haben zwei bis vier Längsfalten, sind lanzettlich und in die oft um 180 Grad gedrehte Blattspitze verschmälert. Die Blattränder sind unten schmal umgebogen und besonders in der oberen Blatthälfte gezähnt. Die sehr kräftige Blattrippe nimmt an der Basis etwa ein Fünftel bis ein Viertel der Blattbreite ein, ist nach oben hin allmählich verschmälert und endet kurz vor der Blattspitze. Die Astblätter sind etwas kleiner als die Stämmchenblätter, sonst diesen ähnlich. Die Blattzellen der Blattmitte sind verlängert- bis wurmförmig-rhombisch und etwa 40 bis 70 Mikrometer lang. An der Blattbasis sind sie rechteckig bis quadratisch.
Die Geschlechterverteilung ist diözisch. Die Seta ist auf der ganzen Länge warzig rau, die zylindrische Kapsel gekrümmt und teils nickend, der Deckel ist lang und schief geschnäbelt.

## Standortansprüche
Die Art wächst an halbschattigen bis schattigen, luftfeuchten, basenreichen bis schwach sauren oder auch kalkreichen Standorten und besiedelt besonders in naturnahen Laubwäldern Steine und kleinere Felsen oder seltener den Stammgrund oder die Wurzeln von Laubbäumen.

## Verbreitung
Weltweit kommt das Moos vor allem in Europa vor, hier von Spanien, Norditalien und Griechenland nordwärts bis Südskandinavien, im Osten bis zur Krim. Auf den Britischen Inseln fehlt es. Neben den europäischen Vorkommen gibt es noch solche in der Türkei, im Kaukasus und im Iran.
In Deutschland, Österreich und der Schweiz kommt das Moos in den Randbereichen der Alpen in tieferen Lagen selten vor. Im südlichen Mühlviertel (Oberösterreich) gibt es zerstreute Vorkommen. In Deutschland ist es im mittel- und süddeutschen Berg- und Hügelland selten oder zerstreut bis verbreitet, in Norddeutschland ist es sehr selten.
Die im Gelände unauffällige Art bildet nur selten Sporenkapseln, ist Brachythecium populeum sehr ähnlich, wurde in der Vergangenheit sicher oft übersehen und galt allgemein als selten, bis sie erst in neuerer Zeit mehr Beachtung fand.